# Waldteil bei der Lochmühle
Das Landschaftsschutzgebiet Waldteil bei der Lochmühle wurde vom Landratsamt Karlsruhe am 15. Oktober 1962 durch Sammelverordnung ausgewiesen. Es liegt auf dem Gebiet der Stadt Ettlingen im Landkreis Karlsruhe in Baden-Württemberg.

## Lage und Beschreibung
Das Gebiet liegt etwa auf halber Strecke zwischen Sulzbach und Oberweier im Tal des Lochmühlegrabens. Es umfasst lediglich das 1,32 Hektar große Flurstück 1633/1 im Gewann Edelsheck. 
Naturräumlich gehört das Gebiet zu den Ortenau-Bühler Vorbergen.
Das Schutzgebiet liegt im FFH-Gebiet Wälder und Wiesen bei Malsch und im Naturpark Schwarzwald Mitte/Nord. Nur getrennt durch einen Waldweg steht das Gebiet außerdem im räumlichen Zusammenhang mit dem bachaufwärts gelegenen flächenhaften Naturdenkmal Lochmühlenweiher und dem Landschaftsschutzgebiet Vorbergzone zwischen Ettlingenweier und Malsch, Mohrenwiesen und Langwiesen.
Das Gebiet ist vollständig bewaldet. Im Nahbereich des Lochmühlengrabens ist der Waldbestand als Schwarzerlen-Eschen-Wald ausgebildet, der auch als prioritärer FFH-Lebensraumtyp 91E0 (Auenwälder mit Erle, Esche, Weide) angesprochen wurde. Eine Ulme im Südwesten des Gebiets ist darüber hinaus als Naturdenkmal ausgewiesen.